# Куріца Гриць
Гри́ць Курі́ца (Григорій Теодорович Куріца або Григорій Дмитрович Куріца; 15 квітня 1887, с. Настасів, нині Тернопільський район — 3 листопада 1935, м. Микулинці, нині смт, Теребовлянський район, Тернопільська область) — сотник УГА, адвокат.

## Життєпис
Народився 1887 року в селі Настасів (нині Тернопільського району, Тернопільська область, Україна).
Закінчив правничий факультет Львівського університету, після чого працював адвокатом.
Як запасний старшина австрїйської армії пішов на російський фронт у 15-му Тернопільському полку піхоти. Був на італійському фронті, командував сотнею, по тому — надпоручик куреня (батальйону).
По створенні ЗУНР — сотник УГА, закінчив старшинські курси. Разом з УГА пройшов всю військову дорогу — у 18-й бригаді УГА, перейшов востаннє Збруч. На політичній еміграції у Відні, при військовому рефераті Галицької Диктатури. У січні 1924 у Відні організовано комітет західноукраїнської еміграції; до комітету обрані Кость Левицький, Р. Перфецький, Г. Мекетей, І. Коссак, А. Крушельницький, А. Жук і Г. Куріца.
1924 року повернувся до краю, поновив адвокатуру, оселився в Микулинцях.
Помер 3 листопада 1935 в Микулинцях (його субститутом став магістр Григорій Сеньків). Похований у м. Тернополі.